# Pig Destroyer
A Pig Destroyer amerikai grindcore/extrém metal együttes.

## Története
1997-ben alakultak meg a virginiai Alexandriában. Scott Hull az Anal Cunt együttesből érkezett, amely köztudottan a sértő szövegeiről ismert. Hull gondolata az volt, hogy ennek a zenekarnak is sértő neve legyen, de az Anal Cuntnál kreatívabb elnevezést szeretett volna választani. Így végül "Pig Destroyer" lett a zenekar neve. (A "pig" szó az amerikai szlengben a rendőrök gúnyneve.)
Első nagylemezüket 1998-ban jelentették meg. Lemezkiadóik: Relapse Records. Scott Hull továbbá a szintén grindcore-t játszó Agoraphobic Nosebleed zenekar tagja is volt. Annak ellenére, hogy főként a grindcore műfajában játszanak, és ebben a műfajban nyújtott teljesítményükről ismertek, két EP-jükön a doom metal stílusban zenéltek, a 2018-as nagylemezük pedig sokkal inkább extrém metal hangzású.

## Jelenlegi tagok
J. R. Hayes, Scott Hull, Blake Harrison, Adam Jarvis és John Jarvis.

## Korábbi tagok
John Evans, Donna Parker, Jessica Rylan és Brian Harvey.

## Diszkográfia
- Explosions in Ward 6 (1998)
- Prowler in the Yard (2001)
- Terrifyer (2004)
- Phantom Limb (2007)
- Book Burner (2012)
- Head Cage (2018)